# سودو ۹۶۳۲
سیارک ۹۶۳۲ (به انگلیسی: 9632 Sudo، نامگذاری:1993TK3) نه هزار و ششصد و سی و دومین سیارک کشف شده‌است که در ۱۵ اکتبر ۱۹۹۳ کشف شد.
قدر مطلق سیارک برابر ۱۶.۲ است.